# Лозовое (Ясиноватский район)
Лозовое (укр. Лозове) — посёлок в Ясиноватском районе Донецкой области Украины. Под контролем самопровозглашенной Донецкой Народной Республики.

## География
В Донецкой области имеется ещё два одноимённых населённых пункта, в том числе село Лозовое в соседнем Бахмутском районе (находится к северо-востоку от Горловки).
К северо-западу и северу от населённого пункта проходила линия разграничения сил на Донбассе.

## Население
Население по данным всеукраинской переписи 2001 года составляло 366 человек.